# Nemesia santeugenia
Nemesia santeugenia is een spinnensoort in de taxonomische indeling van de bruine klapdeurspinnen (Nemesiidae).
Nemesia santeugenia werd in 2005 beschreven door Decae.